# Gonzalo Abán
Gonzalo Daniel Abán Mora (Rincón, Argentina. 11 de junio de 1987) es un futbolista argentino. Juega como delantero y su actual equipo es Andino Sport Club.

## Biografía
Nació de paseo por Catamarca y con pocos días de vida se mudó con toda su familia a La Rioja. De familia numerosa (sus padres: Juan Abán y Magdalena; más sus hermanos Víctor; Cecilia; Jorge; Carolina y Sofía), se metió de chiquito en el fútbol siguiendo los pasos de sus hermanos. Desde los 7 años hasta los 13 integró equipos conformados por el técnico, entrenador y “testeador” de talentos, Víctor Párraga, en la cancha de la Universidad Tecnológica Nacional. De allí pasó a jugar a Rosario (Santa Fe) al Club San José faltándole poco tiempo para cumplir los 14 años. Al poco tiempo se incorporó a las inferiores de River Plate.

## Clubes
| Club                       | País      | Año         |
| -------------------------- | --------- | ----------- |
| River Plate                | Argentina | 2005-2006   |
| Argentinos Juniors         | Argentina | 2006-2009   |
| Ferro Carril Oeste         | Argentina | 2009-2011   |
| Racing de Olavarría        | Argentina | 2011-2013   |
| San Luis                   | Chile     | 2013-2014   |
| → Unión Española (cedido)  | Chile     | 2015-2016   |
| San Luis                   | Chile     | 2016-2017   |
| → Unión La Calera (cedido) | Chile     | 2017-2018   |
| Cobreloa                   | Chile     | 2019        |
| San Luis                   | Chile     | 2020        |
| Deportes Limache           | Chile     | 2021        |
| San Antonio Unido          | Chile     | 2022        |
| Andino Sport Club          | Argentina | 2022 - Act. |

## Palmarés
| Título    | Club            | País  | Año           |
| --------- | --------------- | ----- | ------------- |
| Primera B | San Luis        | Chile | Apertura 2013 |
| Primera B | Unión La Calera | Chile | 2017-T        |